# Lago

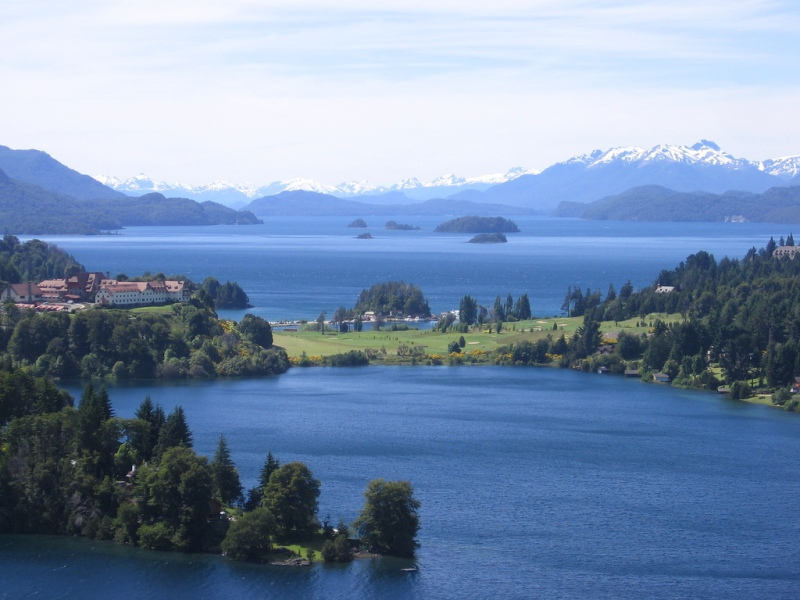
Lago di Bariloche (Argentina)

Un lago è una massa idrica stabile, d'acqua dolce o salata, completamente circondata dalla terra e perciò raccolta all'interno del proprio bacino.
I laghi raggiungono il loro equilibrio idrico attraverso l'alimentazione da parte di fiumi (detti immissari), sorgenti, ghiacciai e precipitazioni, influendo questi sulla salinità e acidità dell'acqua, e il deflusso tramite fiumi (detti emissari) e l'evaporazione; se però l'emissario non c'è, il lago viene detto endoreico. 
I laghi d'acqua dolce rappresentano una riserva utilizzata dall'uomo per l'irrigazione dei campi, come fonte di acqua potabile e in alcuni casi anche per produrre energia elettrica.

## Descrizione

### Origine dei laghi

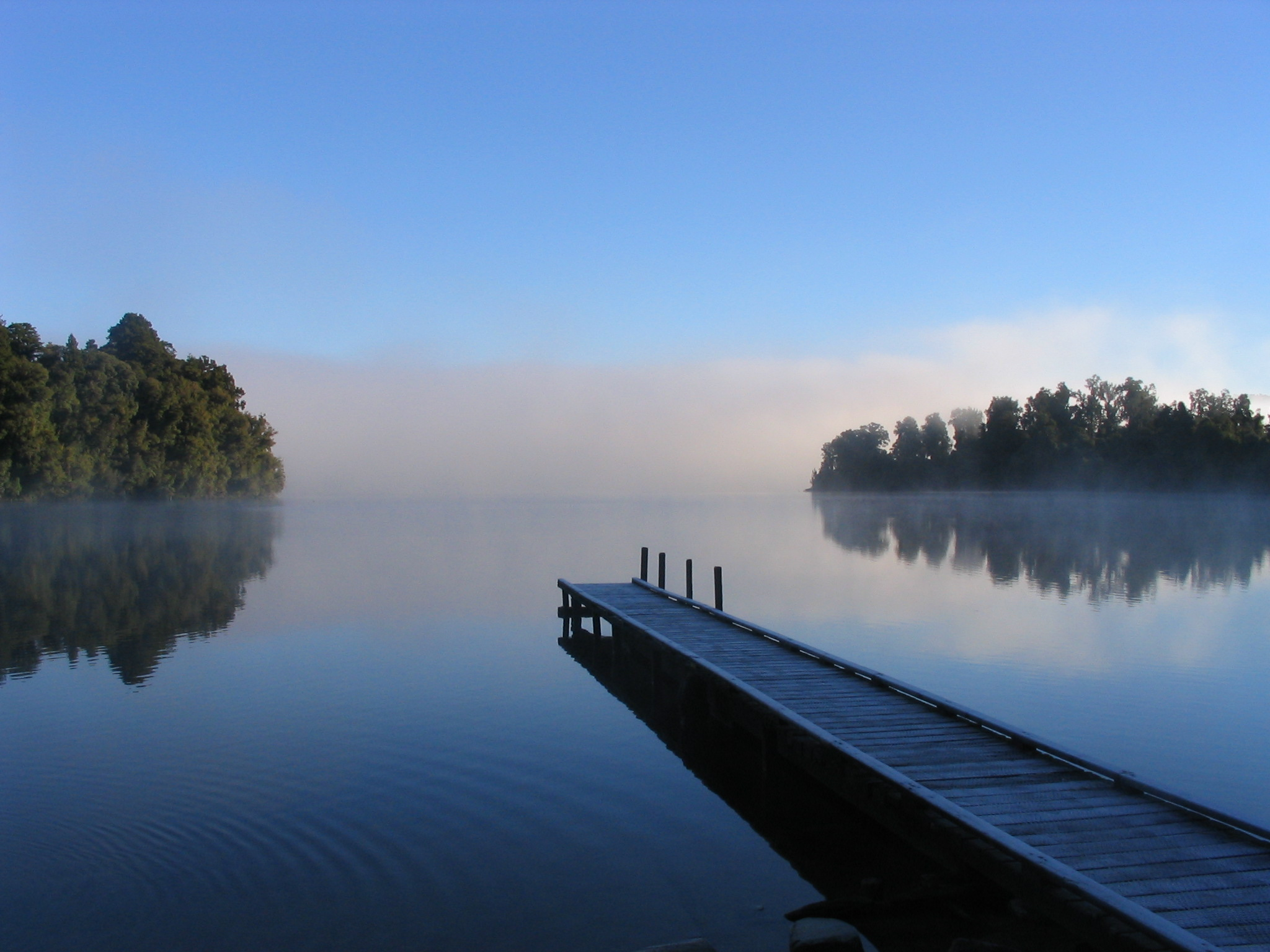
Lago Mapourika, Nuova Zelanda

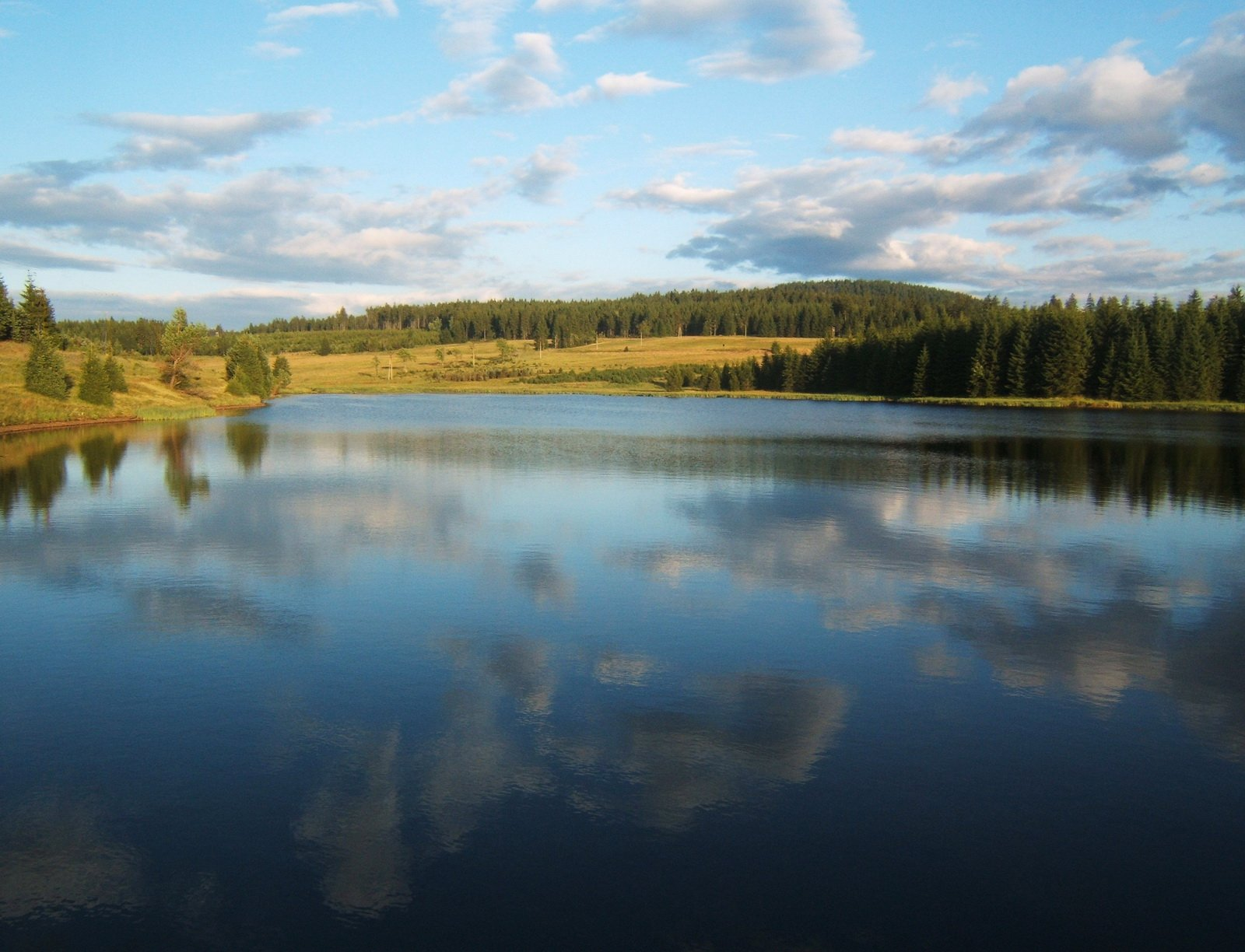
Lago sui Monti Metalliferi, Repubblica Ceca

Una classificazione dei laghi si basa sul tipo di evento geologico responsabile della formazione.
- endoreici, ossia senza emissari, come il Mar Caspio o il Lago d'Aral;
- tettonici, dovuti allo sprofondamento di tratti della superficie terrestre, come il Bajkal, il Tanganica, il Malawi, il Vittoria o il Lago Trasimeno;
- vulcanici
  - craterici come il Lago Albano o il Lago di Nemi;
  - di caldera come il Lago di Bolsena o il Lago di Bracciano;
- alluvionali, quando un corso d'acqua trova dei depositi alluvionali sul proprio corso; esempi ne sono il Lago di Levico e il Lago di Caldonazzo;
- glaciali, in cui l'acqua si raccoglie all'interno di depressioni dovute alla erosione da parte di lingue glaciali: esempi ne sono i laghi della zona prealpina;
- morenici, quando la contropendenza è dovuta al deposito morenico di un fronte glaciale, come nel Canavese il Lago di Candia o quello di Viverone;
- carsici
  - superficiali, in corrispondenza di doline e spesso molto piccoli;
  - sotterranei, entro grotte, spesso collegate fra di loro da sifoni;
- di sbarramento naturale di un corso d'acqua, dentro una valle, ad opera di frane di grandi dimensioni (es. Lago di Alleghe, Lago di Scanno);
- costieri, situati nelle estreme vicinanze della costa e spesso composti d'acqua salmastra (es. il lago di Varano e il lago di Lesina);
- lacustri, ovvero specchi d'acqua o veri e propri laghi non molto grandi contenuti in un'isola a sua volta inserita in un altro lago, come il lago Manitou, che è il più grande rappresentante di questo genere;
- artificiali, dovuti alle opere costruite dall'uomo, spesso dighe per la produzione di energia elettrica, come il Lago di Corbara;
- in qualche caso una sorgente o un corso d'acqua possono confluire in una cava (o miniera) dando così vita a un lago di cava.

In regioni aride sottoposte a intense piogge stagionali, si parla in geomorfologia di laghi effimeri per indicare depressioni poco profonde riempite dagli apporti meteorici durante la stagione piovosa e sottoposti a rapido essiccamento per l'intensa evaporazione durante la stagione arida. L'evaporazione delle acque meteoriche provoca la concentrazione e la deposizione progressiva dei sali (nell'ordine: carbonati, solfati e cloruri), dando origine a depositi evaporitici in forma di croste superficiali e noduli.

### Tipologie

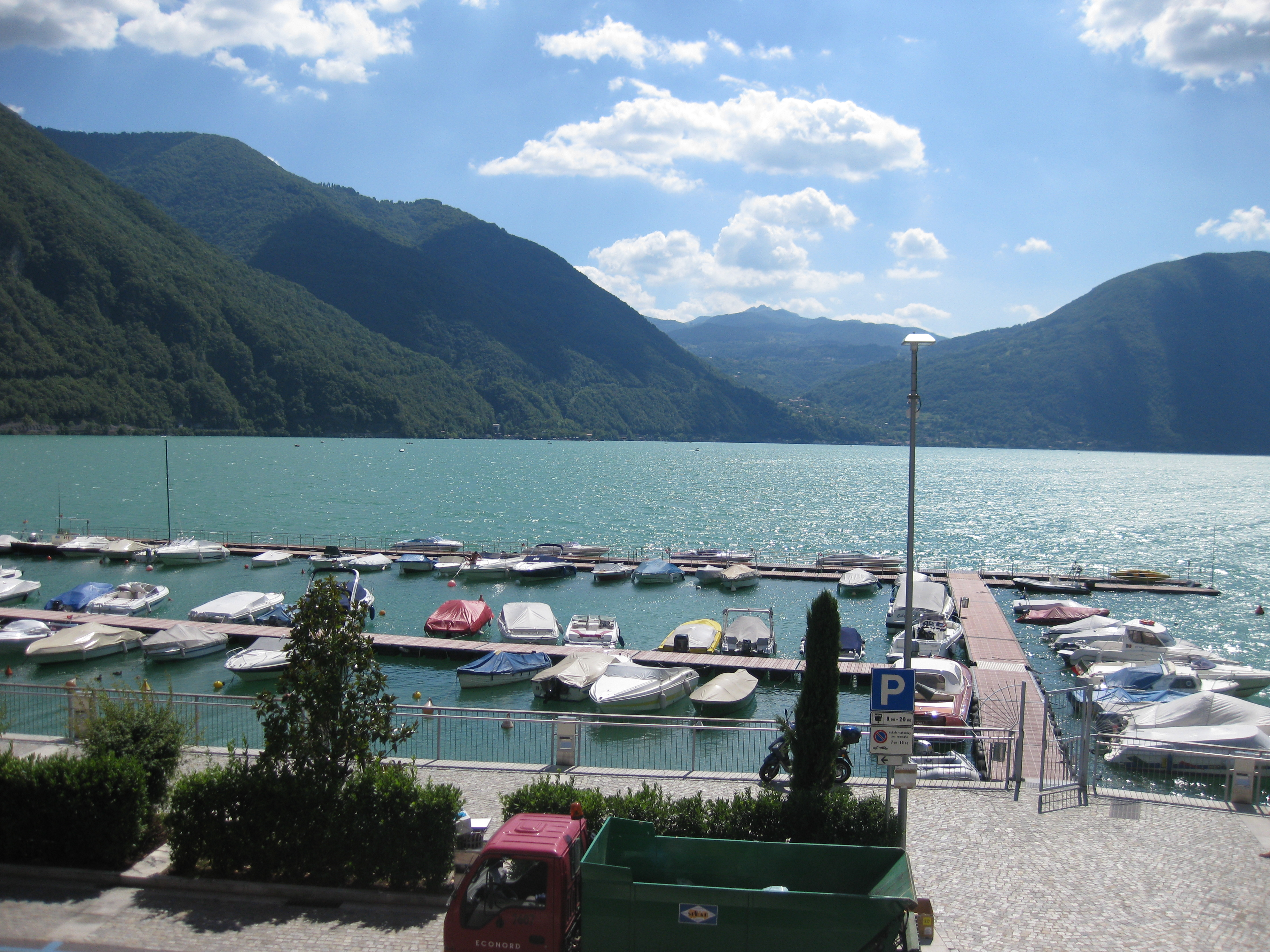
Il Lago di Lugano, visto da Porlezza

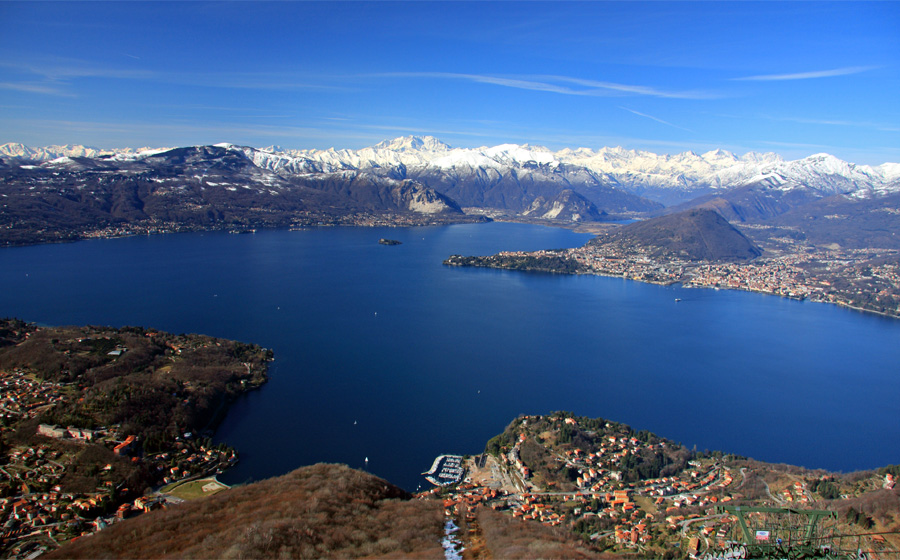
Il lago Maggiore, le cui sponde sono in parte sul suolo italiano e in parte svizzero, comprende anche undici isole

- laghi di superficie (comunemente chiamati soltanto laghi);
- laghi sotterranei;
- laghi stagionali, un esempio di lago stagionale è il lago Eyre in Australia che è riempito quando le piogge stagionali sono abbondanti;
- laghi subglaciali, un esempio di lago subglaciale è il lago Vostok che si trova sotto i ghiacci dell'Antartide;
- lago proglaciale;
- lago sottomarino, che sono laghi di salamoia sottomarini

### Fine dei laghi
La maggior parte dei laghi ha una vita relativamente breve (su scala geologica), in quanto vengono cancellati da due fenomeni:
- l'interramento dovuto alla sedimentazione in corrispondenza degli immissari, dovuta all'improvviso calo della velocità della corrente;
- l'erosione della soglia (punto più basso del bordo della conca lacustre) per opera dell'emissario.

A questi, per i laghi con sponde basse e clima adatto, si aggiunge l'interramento dovuto allo sviluppo di canneti e altra vegetazione di riva. Un esempio di questo fenomeno è il Lago Trasimeno.

### Proprietà termiche dei laghi
Le proprietà termiche di un lago sono il fattore fisico più importante del determinare il ciclo annuale e giornaliero di un lago, queste influenzano le caratteristiche chimiche delle acque e in ultima analisi l'ecologia degli organismi costituenti il suo ecosistema.
La principale fonte di calore di un lago è la radiazione solare che cede calore venendo assorbita dall'acqua. Tuttavia, l'acqua ha una scarsa tendenza a cedere calore per diffusione molecolare, motivo per cui solo l'epilimnio, lo strato superficiale (nell'ordine di alcuni metri), risulta influenzato dalla temperatura esterna. Nello strato immediatamente sottostante all'epilimnio, chiamato metalimnio, la temperatura varia rapidamente con la profondità. Se il lago è abbastanza profondo, può possedere anche l'ipolimnio, uno strato in cui la temperatura si mantiene costante intorno ai 4 °C.

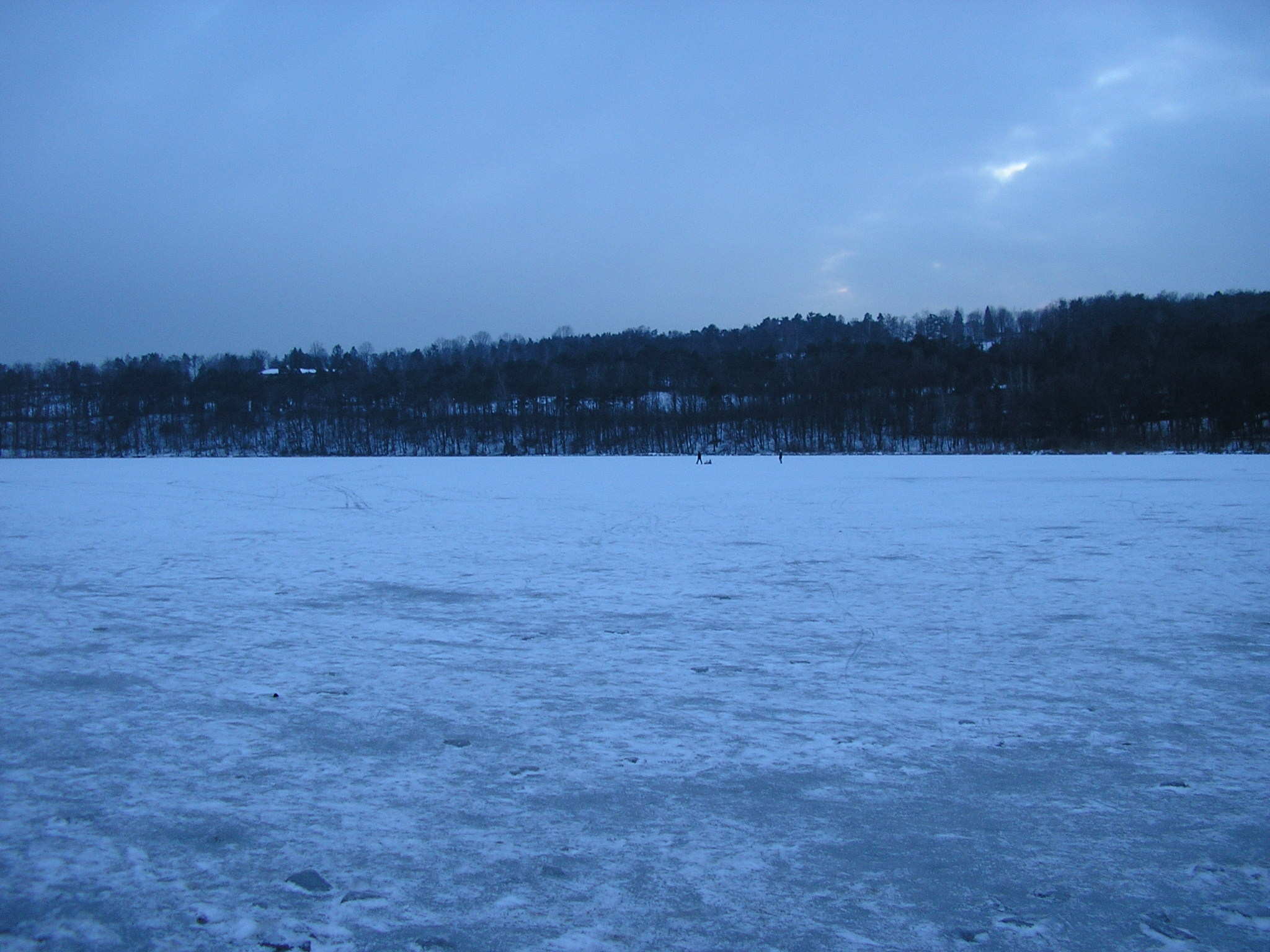
Un esempio di lago con la superficie ghiacciata è quello di Montorfano in provincia di Como (gennaio 2006)

A differenza della maggior parte delle sostanze, la cui densità aumenta al diminuire della temperatura, nell'acqua il massimo di densità si ha alla temperatura di 3,94 °C: lo stato solido dell'acqua, ovvero il ghiaccio, galleggia. Per questo motivo l'acqua alla temperatura di 4 °C, essendo la più densa e pesante, si trova nello strato più profondo.
Un tipico lago profondo della zona temperata in estate avrà nell'epilimnio una temperatura alta e acque poco dense, che galleggiano sullo strato ipolimnico più denso e freddo, separate da un sottile strato metalimnico. Questo profilo di densità, determinato dalla differente temperatura, impedisce alle acque dei vari strati di mescolarsi fra loro (fenomeno detto stratificazione termica), limitando gli scambi di sostanze disciolte e particellate. In inverno, se la temperatura delle acque superficiali scende al disotto dei 4 °C, arrivando a formare ghiaccio, si avrà una stratificazione termica inversa, con l'epilimnio più freddo, ma comunque più leggero per via dell'anomalia della curva di densità, che galleggia su un ipolimnio più caldo ma più pesante. Tra le due situazioni sopra descritte intercorrono tipicamente due fasi dette di piena circolazione (olomissi), in primavera e in autunno, in cui tutta la colonna d'acqua si trova a 4 °C, e nelle quali scompare la stratificazione termica, in queste condizioni il vento può innescare un rimescolamento completo delle acque.
Al variare delle condizioni climatiche e della profondità del corpo lacustre i cicli annuali e giornalieri di laghi diversi differiscono notevolmente, si distinguono quindi:
- Laghi olomittici, presentano almeno una fase di piena circolazione;
- Laghi dimittici, presentano due fasi di piena circolazione (tipicamente i laghi delle zone temperate);
- Laghi monomittici, presenta una sola fase di piena circolazione (tipicamente i laghi sub-polari e i laghi sub-tropicali);
- Laghi meromittici, privi di una fase di piena circolazione (con stratificazione perenne dovuta al profilo della temperatura e/o all'eccesso di sali dissolti nelle acque, aumentandone così la densità, sul fondo);
- Laghi oligomittici, con fasi di piena circolazione non regolari negli anni.

### Correnti
L'acqua nei laghi non è ferma: oltre alle correnti derivanti dalla presenza di immissari ed emissari (anche sotterranei), possono formarsi dei gorghi o delle onde dovute a varie cause, tra le quali l'azione del vento sulla superficie. Inoltre i laghi sono soggetti a una serie di movimenti, detti sesse, veri e propri spostamenti periodici di acqua da una parte all'altra del bacino, osservabili come veri e propri dislivelli tra una parte e l'altra della costa. Nel Lago di Bolsena sono state registrate sesse anche di 50 cm.

## Attività sportive
Nei laghi, oltre alla pesca, vengono praticate numerose attività sportive, tra le quali il canottaggio, la canoa, la vela, il windsurf e le immersioni subacquee. Piuttosto diffusa la balneazione estiva, anche se i laghi rappresentano un pericolo mediamente più alto rispetto alle coste marittime, per diversi motivi: l'acqua è più fredda, possono esserci correnti o vortici inaspettati, e sono spesso privi di sorveglianza.

## Lago di vapore

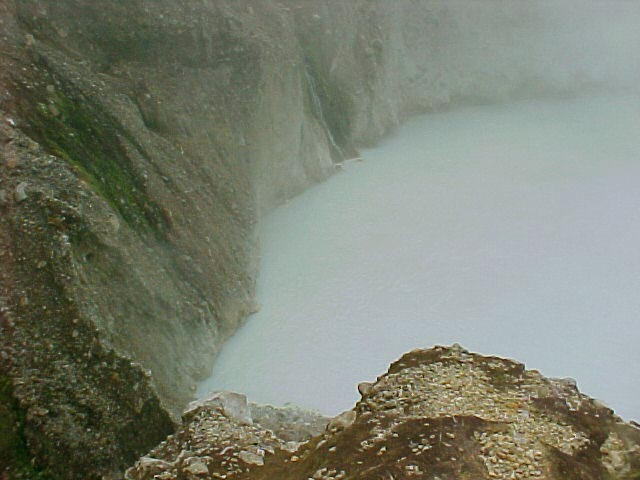
Il Boiling lake in Dominica

Con la locuzione "lago di vapore", detti in inglese boiling lake, si intende un lago in perenne ebollizione a causa della presenza di sorgenti termali. Il più famoso di questi laghi termali, e secondo per estensione, è il Boiling Lake in Dominica.

## Primati

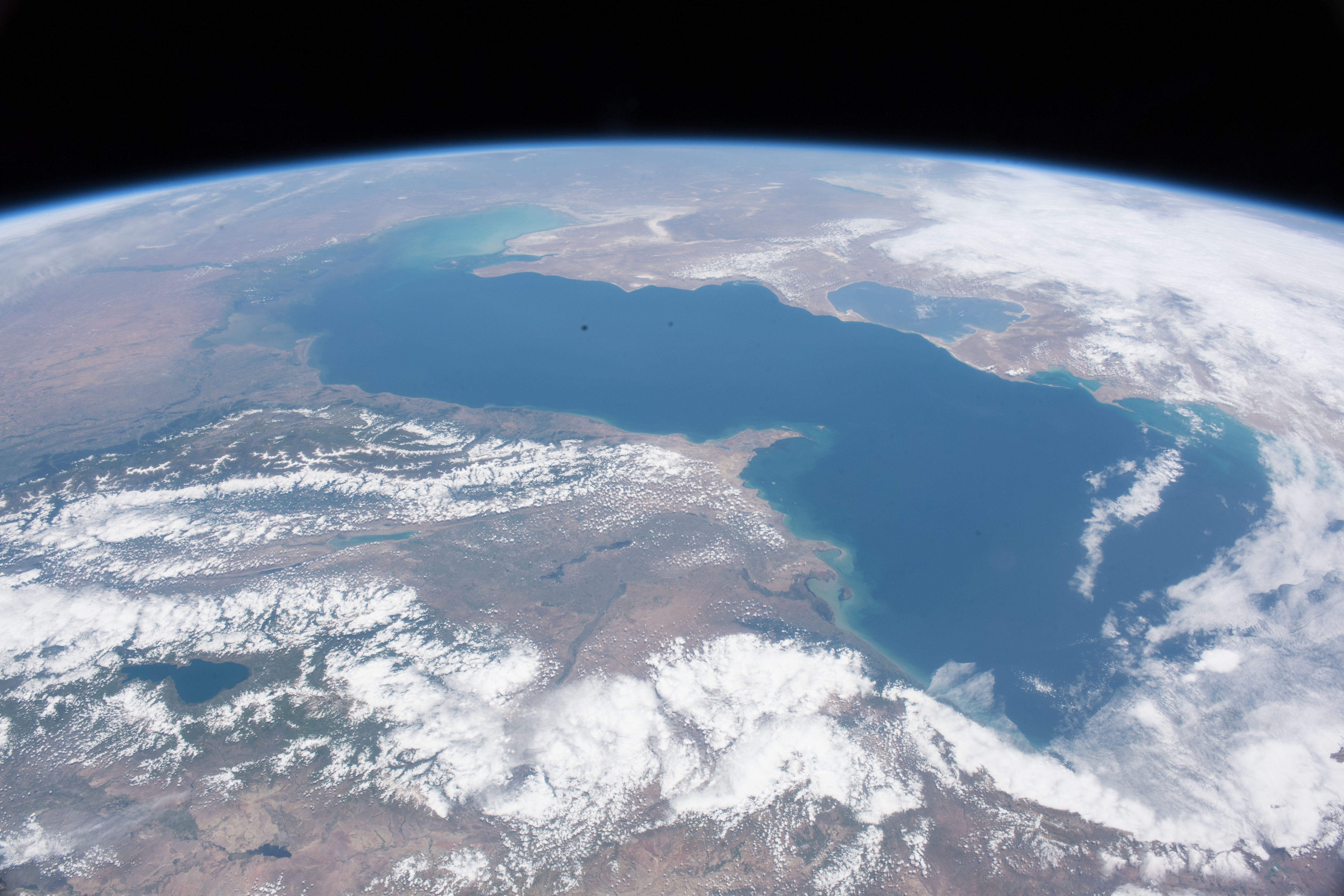
Il mar Caspio fotografato dalla ISS

### Estensione
I laghi più estesi, raggruppati per continente di appartenenza, sono elencati di seguito.
- Asia-Europa: il Mar Caspio, che si trova sulla linea di demarcazione tra Europa ed Asia, è geograficamente definibile come il lago più esteso della Terra; propriamente definibile anche come mare chiuso, è così chiamato a causa delle sue origini, la sua considerevole estensione e per il fatto che le sue acque sono salmastre[1].
- Europa: dopo il Caspio, che l'Europa condivide con l'Asia, il lago europeo più esteso è il Ladoga, nella Russia nord-occidentale.
- Asia: dopo il Caspio, che l'Asia condivide con l'Europa, il lago asiatico più esteso è il Bajkal, in Siberia, che è anche il più profondo al mondo e quello che contiene il maggior volume d'acqua dolce.
- Africa: il lago africano più esteso è il Vittoria, che è inoltre il secondo lago d'acqua dolce della Terra per estensione. È uno dei Grandi Laghi africani.
- Antartide: il lago antartico più esteso è il Vostok, che è subglaciale, estendendosi al di sotto di uno strato di ghiaccio di circa 4000 metri. Si trova nella parte orientale del continente.
- Oceania: il lago oceaniano più esteso è l'Eyre, caratterizzato da notevolissime variazioni di superficie, dovute all'irregolarità della piovosità. Si trova in Australia.
- America: il lago americano più esteso è il Superiore, che è inoltre il primo lago d'acqua dolce della Terra per estensione. È uno dei Grandi Laghi americani.

### Altri primati
In America, il Titicaca è il lago navigabile che si trova a maggior quota sulla Terra, posto a 3 821 m sul livello del mare.
Il Lago di Maracaibo potrebbe essere considerato il lago più esteso del Sud America, tuttavia, anche se le sue acque sono dolci e salmastre, è piuttosto una baia o un estuario, dato che giace sul livello del mare, con cui comunica con un'apertura relativamente estesa.
Il lago più profondo d'Europa è l'Hornindalsvatnet in Norvegia (contea di Vestland).
Il Canada ha circa 3 milioni di laghi.
La Finlandia è conosciuta come la terra dei mille laghi (in realtà sono 187 888), mentre il Minnesota è conosciuta come la terra dei diecimila laghi (in realtà circa 12 000). 
Il numero di laghi sulla Terra era valutato, in base a calcoli statistici, in 304 milioni, ma, secondo una ricerca pubblicata in settembre 2014 sulla rivista Geophysical Research Letters, i laghi nel mondo sarebbero 117 milioni; tale numero è stato determinato analizzando con l'ausilio di computer le immagini satellitari.
Il lago di Ocrida è dal punto di vista geologico il lago più antico d'Europa.